# Somewhere in Time (filme)
Somewhere in Time (bra: Em Algum Lugar do Passado) é um filme de 1980 do gênero drama romântico e fantasia, com a direção de Jeannot Szwarc. O filme é baseado no romance de Richard Matheson originalmente publicado com o título de Bid Time Return em 1975 e mais tarde republicado como Somewhere in Time. O filme é estrelado por Christopher Reeve, Jane Seymour e Christopher Plummer.
Reeve interpreta Richard Collier, um dramaturgo que fica obcecado com a fotografia de uma jovem no Grand Hotel, em Mackinac Island, Michigan. Através da auto-hipnose, ele deseja voltar ao tempo de 1912 para encontrar o amor com a atriz Elise McKenna (interpretada por Seymour), mas entra em conflito com o agente de Elise, William Fawcett Robinson (interpretado por Plummer), que teme que o romance possa atrapalhar sua carreira e resolve detê-lo.
O filme é conhecido por sua trilha sonora composta por John Barry. A variação 18 de Rapsódia sobre um Tema de Paganini de Sergei Rachmaninoff também aparece várias vezes.

## Sinopse
O filme retrata a vida de um jovem que retorna ao passado para resgatar uma mulher que, no presente, diz ser o seu grande amor. A história tem início no ano de 1972, quando o jovem dramaturgo, Richard Collier (Christopher Reeve), conhece uma idosa senhora (Susan French) que lhe entrega um relógio de bolso, seguido da enigmática e desconexa mensagem "Volte para mim". 8 Anos depois do episódio, em 1980, desejando espairecer, Collier viaja para um hotel grandioso e antigo, no qual vê a foto da atriz Elise Mckenna (Jane Seymour), por quem apaixona-se perdidamente. No entanto, a fotografia é do ano de 1912, e o jovem decide então encontrar uma forma de voltar ao passado para encontrá-la.
Em suas pesquisas sobre a vida da atriz, descobre que ela se tratava, na realidade, da senhora que lhe dera o relógio 8 anos antes, o que lhe dá a certeza de que ela, de fato, já o conhecia em sua época. Descobre ainda que Elise morrera na mesma noite em que lhe dera o relógio; além disso, ela possui uma réplica do hotel em que estava sua foto, com a melodia Rapsódia sobre um Tema de Paganini de Sergei Rachmaninoff, sua favorita, além de livros sobre viagens no tempo.
Tais revelações o inserem num clima de mistério e determinação para encontrar sua amada. Ele procura um antigo professor seu, Dr. Gerald Finney, que já escrevera sobre a possibilidade de viajar através do tempo. Finney lhe relata que já tentara realizar tal viagem por meio de uma projeção hipnótica, porém, não havia sido muito bem-sucedido, dizendo que apenas por alguns instantes conseguira romper a barreira do tempo. Segundo cria, isso acontecera porque, apensar de tentar se auto-sugestionar, havia vários detalhes ao seu redor que o lembravam que ele estava no tempo presente. Finney diz a Richard que não tinha a intenção de voltar a fazer qualquer tentativa neste sentido, mas caso o fizesse, ele tentaria eliminar completamente qualquer evidência da época atual que estivesse ao seu lado e o fizessem duvidar que estava na época para a qual projetara a sua mente.
Richard, então, trata de planejar minuciosamente a sua viagem pelo tempo. Adota o corte de cabelo característico de 1912, compra um terno confeccionado no mesmo ano, afasta de seu quarto todas as coisas que poderiam despertar lembranças da época presente e grava sua voz em playback para ajudar a convencer-se de que está em 1912. Na primeira tentativa, Richard descobre que de fato conseguira voltar ao passado ao encontrar sua assinatura no livro de registro do Hotel em 1912., Ainda mais convicto de que conseguiria seu intento, ele realiza outra vez a sessão de auto-hipnose e consegue de fato retornar ao passado, encontrando Elise, vivendo momentos de amor e companheirismo, numa sintonia que rebate o fato de se conhecerem há pouco tempo. Após acompanhar uma apresentação de Elise, esta se encontra posando para uma fotografia e, ao ver Richard, sorri meigamente para ele, produzindo assim precisamente o retrato que o dramaturgo viria a conhecer no futuro e que o fizera apaixonar-se por ela. O romance enfrenta a oposição do agente de Elise, William (Christopher Plummer), que sequestra Richard para evitar que ele atrapalhe a carreira de Elise. Quando Richard consegue escapar, retorna ao hotel e reecontra Elise, passando a noite juntos. Após a noite de amor, enquanto tomam café, Richard encontra o único detalhe que não lembrara de eliminar de sua mente para a viagem no tempo: no bolso do seu terno ele se depara com uma moeda datada de 1979. O choque de ver a data que contraria sua projeção mental rompe o transe e o faz retornar imediatamente para o futuro, diante dos olhos de Elise, que o chama desesperadamente de volta, sem sucesso. De volta à sua época de vida, tenta várias outras vezes retornar a 1912, mas, com suas emoções desestabilizadas pelo desespero de estar separado de seu grande amor em 68 anos na linha do tempo, sua mente não consegue atingir novamente o nível de concentração necessário para a projeção, e ele fracassa em todas as tentativas. Assim, afunda-se em uma terrível depressão, que o faz deixar até de alimentar-se, terminando assim seus dias no hotel onde vivera seu grande amor. Ao morrer, após uma semana sem comer e nem beber, ele enfim reencontra Elise no paraíso, sendo esta cena do reencontro de ambos, a que encerra o filme.
Em meio à temática romântica e fantasiosa do filme, são deixados pequenos enigmas ao longo do filme, a exemplo da origem do relógio: ele foi dado a Richard por Elise, que, por sua vez, o recebeu de Richard, criando um paradoxo proposital no enredo.

## Elenco
| Ator                | Personagem               |
| ------------------- | ------------------------ |
| Christopher Reeve   | Richard Collier          |
| Jane Seymour        | Elise McKenna            |
| Christopher Plummer | William Fawcett Robinson |
| Teresa Wright       | Laura Roberts            |
| Bill Erwin          | Arthur Biehl             |
| George Voskovec     | Dr. Gerard Finney        |
| Susan French        | Older Elise              |
| John Alvin          | pai de Arthur            |
| Eddra Gale          | Genevieve                |

Susan French é Elise velha que aparece no início do filme.
Sean Hayden interpreta Arthur, de 5 anos, em 1912.
Tim Kazurinsky aparece brevemente como fotógrafo em 1912.
Richard Matheson, que escreveu o romance original e roteiro, aparece em uma participação especial como um convidado no hotel em 1912. Ele fica surpreso com o fato de Richard ter se cortado com uma navalha.
William H. Macy então desconhecido, tem um pouco de papel como crítico na cena de 1972 antes de Elise entregar o relógio a Richard.
George Wendt é creditado como estudante durante essa mesma cena, mas sua aparição foi omitida no corte final do filme.
A filha de Richard Matheson, Ali, também é creditada como estudante.
Muitos moradores de Mackinac Island foram escolhidos como extras.

## Notas de produção

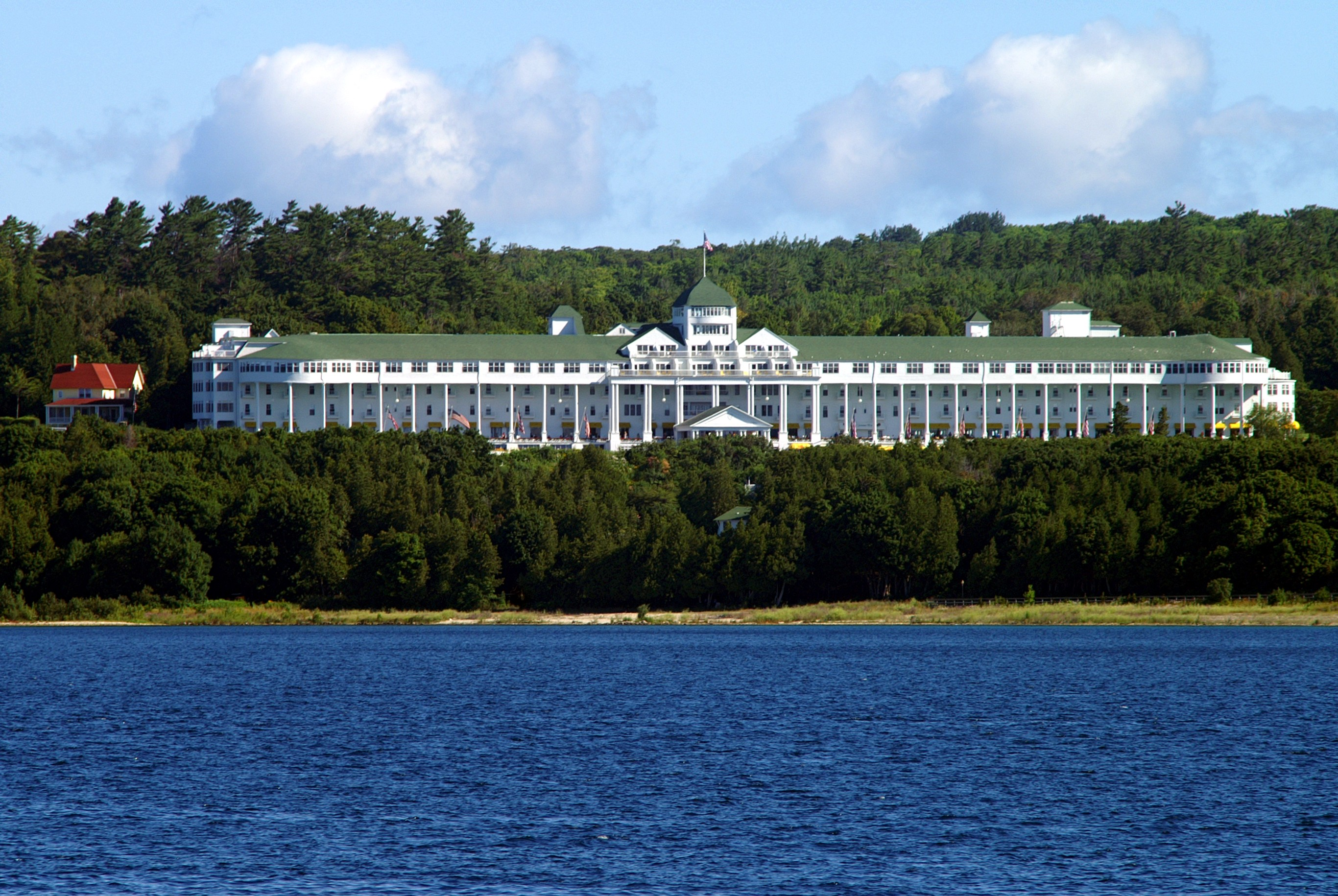
O Grand Hotel onde o filme foi filmado